# Megalonotus antennatus
Megalonotus antennatus ist eine Wanze aus der Familie der Rhyparochromidae.

## Merkmale
Die Wanzen werden 4,0 bis 5,2 Millimeter lang. Sie haben wie alle Vertreter der Gattung ein dunkel gefärbtes und besonders hinten grob punktiertes Pronotum. Die Schenkel (Femora) der Vorderbeine tragen einen langen und mehrere kleine Zähnchen. Megalonotus antennatus kann man durch die vollständig blass braun gefärbten Beine bestimmen. Ihr zweites Fühlerglied ist auch blass gefärbt. Meist haben die Wanzen verkürzte (brachyptere) Flügel, sodass die letzten Tergite des Hinterleibs sichtbar sind.

## Verbreitung und Lebensraum
Die Art ist vom nördlichen Mittelmeerraum bis in den Süden Skandinaviens und der Britischen Inseln und östlich bis Russland, Sibirien und über das Schwarzmeergebiet und den Kaukasus bis nach Zentralasien verbreitet. Sie ist in Deutschland weit verbreitet und meist häufig, nur im nordwestlichen Tiefland fehlt sie fast vollständig. In Österreich ist sie ebenso weit verbreitet und meist häufig und steigt in den Alpen über 1000 Meter Seehöhe. In Großbritannien ist sie selten, nur lokal verbreitet und kommt im Süden, vor allem im Südwesten vor. Besiedelt werden verhältnismäßig stärker beschattete Lebensräume mit unterschiedlicher Bodenbeschaffenheit und Feuchtigkeit. Man findet sie vor allem auf trockenen Sand- und Kalkböden, aber auch auf feuchten Wiesen und sauren, moorartigen Lebensräumen.

## Lebensweise
Die Tiere sind vermutlich polyphag. Bestimmte Nahrungspflanzen, an die die Art gebunden wäre sind nicht bekannt. Die Lebensweise ist ansonsten nur unzureichend erforscht.

## Belege